# Erzieherprivileg
Unter einem Erzieherprivileg oder Erziehungsprivileg wird das Vorrecht der Sorgeberechtigten verstanden, über die Richtigkeit von Handlungen oder Entscheidungen zu urteilen, welche die Erziehung eines Kindes betreffen.

## Bundesrepublik Deutschland

### Verfassungsrecht
Das Erziehungsprivileg ergibt sich für die Bundesrepublik Deutschland aus dem Wortlaut von Artikel 6 Abs. 2 des Grundgesetzes (Art. 6 GG) Es zählt zu den sogenannten Grundrechten:

„Pflege und Erziehung der Kinder sind das natürliche Recht der Eltern und die zuvörderst ihnen obliegende Pflicht. Über ihre Betätigung wacht die staatliche Gemeinschaft“

### Straf- und Jugendschutzrecht
Die sorgeberechtigte Person macht sich (im Gegensatz zu anderen Personen) nicht strafbar, wenn sie jugendgefährdende Medien (z. B. Gewaltdarstellung oder Pornografie) an eine Person unter 18 Jahren abgibt (§ 131 Absatz 3, § 184 Absatz 2 StGB) oder sexuelle Handlungen einer Person unter 16 Jahren mit  einer dritten Person durch Gewähren oder Verschaffen von Gelegenheit fördert (§ 180 Absatz 1 Satz 2 StGB; hinsichtlich 16- und 17-Jähriger besteht hier auch für Fremde keine Strafbarkeit; siehe Förderung sexueller Handlungen Minderjähriger, beachte dort auch die historische Entwicklung). Hinsichtlich Personen unter 14 Jahren gilt uneingeschränkt die Strafbarkeit wegen (Beihilfe zu) sexueller Missbrauch von Kindern (gegebenenfalls ohne Körperkontakt, z. B. bei Vorzeigen oder Abspielen von Pornografie), zu Einschränkungen siehe auch unten.
Hinsichtlich jugendgefährdender Medien, die weder Gewaltdarstellung im Sinne des § 131 StGB noch Pornografie im Sinne des § 184 StGB sind, erweitern § 27 Absatz 4 und § 28 Absatz 4 Satz 2 Jugendschutzgesetz die Straflosigkeit auf Personen, die mit Einverständnis der sorgeberechtigten Person handeln.

### Einschränkungen
Das Erzieherprivileg gilt nur, wenn die sorgeberechtigte Person ihre Erziehungspflicht nicht grob verletzt.
Einschränkungen erfährt das Elternrecht in Deutschland auch durch die Schulpflicht und die entsprechenden Vorgaben der Schulgesetze der einzelnen Bundesländer: Erziehungsberechtigte von Kindern und Jugendlichen dürfen beispielsweise pädagogische Maßnahmen des Lehrers nicht für ungültig erklären. Um eine Entscheidung der Lehrkraft zu überwinden, steht ihnen nur die Möglichkeit zu, sich bei der Schulleitung zu beschweren (danach ggf. Verwaltungsrechtsweg) oder eine Dienstaufsichtsbeschwerde zu erheben, über welche die Schulaufsichtsbehörde dann entscheidet (Artikel 17 GG). Der staatliche Erziehungsauftrag, der das Schulwesen unter die Aufsicht des Staates stellt, geht aus Artikel 7 (1) GG hervor.